# مالنزا
مالنزا (به لاتین: Malenza) یک منطقهٔ مسکونی در مونته‌نگرو است که در شهرداری دانیلوگراد واقع شده‌است. مالنزا ۱۱۹ نفر جمعیت دارد.